# Paraphrynus emaciatus
Espèce
Paraphrynus emaciatus est une espèce d'amblypyges de la famille des Phrynidae.

## Distribution
Cette espèce est endémique du département d'Alta Verapaz au Guatemala. Elle se rencontre à Lanquín dans la grotte Cueva del Cementerio.

## Description
Le mâle holotype mesure 30 mm.

## Publication originale
- Mullinex, 1975 : Revision of Paraphrynus Moreno (Amblypygida: Phrynidae) for North America and the Antilles. Occasional Papers of the California Academy of Sciences, no 116, p. 1-80 (texte intégral).